# 应灵郡
应灵郡，中国唐朝时设置的郡。
唐玄宗天宝元年（742年），改龙州置江油郡。唐肃宗至德二载（757年）改江油郡置应灵郡。治所在江油县（今四川省平武县东南南坝镇旧州）。下辖江油县、清川县（今四川省青川县西南）。辖境相当今四川省平武县及江油市、青川县部分地。唐肃宗乾元元年（758年）复改为龙州。